# Ernest Nagel
Ernest Nagel (* 16. November 1901 in Nové Mesto nad Váhom, Österreich-Ungarn; † 20. September 1985 in New York City) war ein slowakisch-amerikanischer Philosoph und Wissenschaftstheoretiker.

## Leben
Nagel kam 1911 in die USA und wurde 1919 US-Staatsbürger. Er studierte am City College of New York (Bachelor 1923) und an der Columbia University, wo er 1925 seinen Master-Abschluss in Philosophie machte und 1931 promovierte. Er blieb danach an der Columbia University; er war dort ab 1931 Instructor, ab 1937 Associate Professor und ab 1939 Full Professor. 1954 wurde er in die American Academy of Arts and Sciences gewählt, 1962 in die American Philosophical Society, 1963 in die British Academy und 1978 in die National Academy of Sciences. 1970 ging er in den Ruhestand.
Nagels geistige Mentoren waren vor allem John Dewey (sein Lehrer an der Columbia University) und Morris Raphael Cohen. Als Wissenschaftsphilosoph suchte er Verbindungen zu anderen Disziplinen. Bekannt war sein Seminar an der Columbia University über Methodologie der Sozialwissenschaften mit Paul Lazarsfeld. Er trat als Kritiker von Rudolf Carnap hervor und schrieb ein bekanntes populärwissenschaftliches Buch mit James R. Newman über den Gödelschen Unvollständigkeitssatz.

## Veröffentlichungen (Auswahl)
- An Introduction to Logic and Scientific Method (zusammen mit Morris R. Cohen, 1934)
- Principles of the Theory of Probability (= International Encyclopedia of Unified Science. Band 1, Nr. 6). University of Chicago Press, Chicago 1938; 12. Auflage 1969.
- Sovereign Reason (1954, Aufsätze)
- Logic without Metaphysics (1956, Aufsätze)
- Gödel’s Proof (zusammen mit James R. Newman, 1958)
- The Structure of Science: Problems in the Logic of Scientific Explanation  (1961)
- Observation and Theory in Science (zus. mit anderen, 1971).
- Teleology Revisited and Other Essays in the Philosophy of Science (1979)